# Gäckande solblomfluga
Gäckande solblomfluga (Syrphus rectus) är en tvåvingeart som beskrevs av Osten Sacken 1875. Gäckande solblomfluga ingår i släktet solblomflugor, och familjen blomflugor. Arten har ej påträffats i Sverige. Inga underarter finns listade i Catalogue of Life.